# Marie-Louise Mignot
Marie-Louise Mignot (Parijs, 12 februari 1712 – aldaar, 10 augustus 1790) was een salonnière, briefschrijfster en toneelschrijfster in het koninkrijk Frankrijk.
Zij was bekend als de nicht van Voltaire die bovendien zijn rentmeester en levensgezellin was en uiteindelijk zijn enige erfgename.
Voltaire sprak over haar als Madame Denis, wat de naam was van haar eerste echtgenoot.

## Levensloop
Zij was een dochter van Pierre-François Mignot, overleden in 1737, die een boekhouder was aan het Rekenhof in Parijs, en van Marguerite-Catherine Arouet (1686-1726). Omdat deze laatste een zus van Voltaire was, was Marie-Louise Mignot bijgevolg een nicht van Voltaire, officieel François-Marie Arouet. Na de dood van haar vader (1737) werd haar oom de stiefvader en deze laatste zocht een huwelijkskandidaat voor haar. Zij weigerde het aanbod van de zoon van madame de Champbonin, buurvrouw van Voltaire die destijds woonde op het kasteel van Cirey-sur-Blaise in een ménage à trois met de markies en markiezin du Châtelet. 
Mignot wenste te huwen met Nicolas-Charles Denis op wie ze verliefd was. Denis was officier en stalmeester. Het huwelijk vond plaats op 25 februari 1738 in Parijs. Voltaire was ontgoocheld in haar huwelijkskeuze, verminderde haar huwelijksschat en bleef weg van de plechtigheid. Mignot, voortaan madame Denis, en haar man leefden in Laudau en Rijsel. Mignot werd weduwe zes jaar later, in 1744.
De relaties tussen Voltaire en Mignot verbeterden en wel zo goed dat zij een affaire begonnen (1745). Voltaire leefde op dat moment nog steeds met de markiezin du Châtelet. Het was de periode dat Mignot de komedie La Coquette punie schreef. Na het overlijden van de markiezin (1749), verhuisden Voltaire en Mignot samen naar de rue Traversière in Parijs.
In 1750 trok Voltaire naar het hof van koning Frederik II van Pruisen; nadat deze twee ruzie hadden, werd Voltaire naar de gevangenis van Frankfurt gevoerd. Wanneer Mignot en hun secretaresse de gevangenis bezochten, werden ze zelf achter tralies gezet. Dit gebeurde in juni-juli 1753. Vervolgens leefden Mignot en Voltaire in Zwitserland, eerst in Lausanne en dan in Genève. Wanneer de stad Genève elke theatervoorstelling van Voltaire verbood, verhuisde het koppel naar Ferney, in Frankrijk nabij de Zwitserse grens. Zij kochten er een middeleeuws kasteel, op naam van Mignot. Een achternicht vervoegde hen daar: Marie-Françoise Corneille. 
In Ferney bouwden ze het kasteel en het park uit. Mignot speelde muziek, vooral ’s avonds wanneer de gasten bleven napraten. Mignot speelde klavecimbel.
Ten overstaan van Voltaire verborg ze niet dat ze relaties met andere mannen had. Haar minnaars waren onder meer François-Thomas-Marie de Baculard d’Arnaud (1718-1805), een toneelschrijver, en Jean-François Marmontel eveneens een toneelschrijver doch ook encyclopedist en filosoof. In maart 1768 verliet Mignot het ‘kasteel van Voltaire’ in Ferney na een heftige ruzie. Zij verbleef in Parijs anderhalf jaar tot haar terugkeer in oktober 1769. Het was de enige periode op zowat dertig jaar tijd dat zij niet samen met Voltaire woonde.
Later, in 1778, trokken Voltaire en Mignot naar Parijs. Ze trokken in in de residentie van het echtpaar markies Charles de Villette (1736-1793) en markiezin Reine-Philiberte Rouph de Varicourt. Enkele maanden na de verhuis stierf Voltaire er. Als enige erfgename verkocht ze het kasteel van Ferney nog datzelfde jaar aan markies de Villette. Voltaire's correspondentie en bibliotheek verkocht ze aan keizerin Catharina de Grote van Rusland.
Zij hertrouwde op de leeftijd van 68 jaar met François Duvivier (1722-1802) in Parijs (1780). Duvivier werkte op het ministerie van Oorlog en was tien jaar jonger dan zij. Ze overleed tien jaar later (1790).

## Werken
Mignot, alias madame Denis, is de auteur van verschillende theaterstukken.
- La Coquette punie: een komedie in vijf bedrijven, geschreven in alexandrijnen.
- L’Etranger persécuté: een komedie in vijf bedrijven
- Paméla: een komedie in drie bedrijven die ze nooit gepubliceerd heeft
- Alceste: een tragedie in drie bedrijven. Alceste was ze begonnen om te zetten van proza naar verzen.

## Hommages en herdenkingen

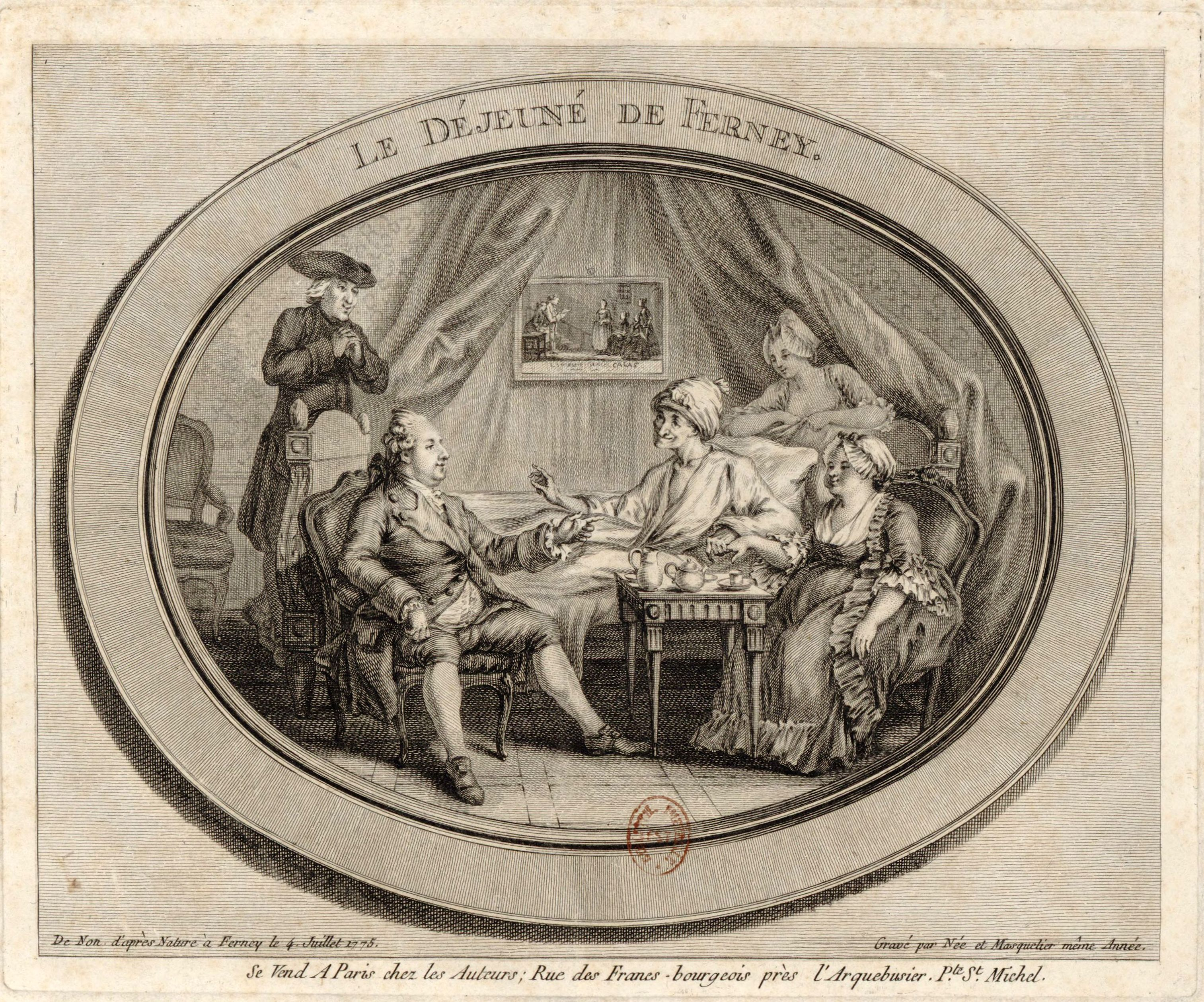
Avond in het kasteel van Ferney. Voltaire in bed. Mignon zittend naast hem.

- Denis-Mignot inspireerde Voltaire voor verschillende personages in zijn theaterstukken: Zaïre (Voltaire), Zulime/Fanime, Aménaïde in Tancrède, Acante in Le Droit du Seigneur, Statira in Olympie, Sémiramis, Idamé in L’Orphelin de la Chine, Mérope, Azlire, Clytemnestre in Oreste, Lady Alton in L’Ecossaise en de gravin van Givry in Charlot onder andere.

- Voltaire vermeldde haar in de aanhef van twee dichtbrieven: La Vie de Paris et de Versailles (1748)[6] en Sur l’Agriculture (1761)[7].
- Een twintigtal brieven van haar aan Voltaire zijn bewaard, alsook meer dan driehonderzestig brieven van Voltaire aan haar gericht.
- Het Musée d’Art et Histoire de Genève bezit een pastelportret van haar; dit werd geschilderd door haar zus die een kopie maakte van een olieverfschilderij toegeschreven aan Charles André van Loo en later aan François-Hubert Drouais.
- De vereniging Escouade in Genève liet in 2018 een tweede straatnaam toevoegen aan de Rue Voltaire in het kader van de actie 100Elles*: het werd de Rue Marie-Louise Mignot.